# Politique dans l'Ain
Le département français de l'Ain est un département créé le 4 mars 1790 en application de la loi du 22 décembre 1789, à partir de la majeure partie de l'ancienne province de Bourgogne. Les 392 actuelles communes, dont presque toutes sont regroupées en intercommunalités, sont organisées en 23 cantons permettant d'élire les conseillers départementaux. La représentation dans les instances régionales est quant à elle assurée par 15 conseillers régionaux. Le département est également découpé en 5 circonscriptions législatives et est représenté au niveau national par cinq députés et trois sénateurs. 

## Représentation politique et administrative

### Préfets et arrondissements

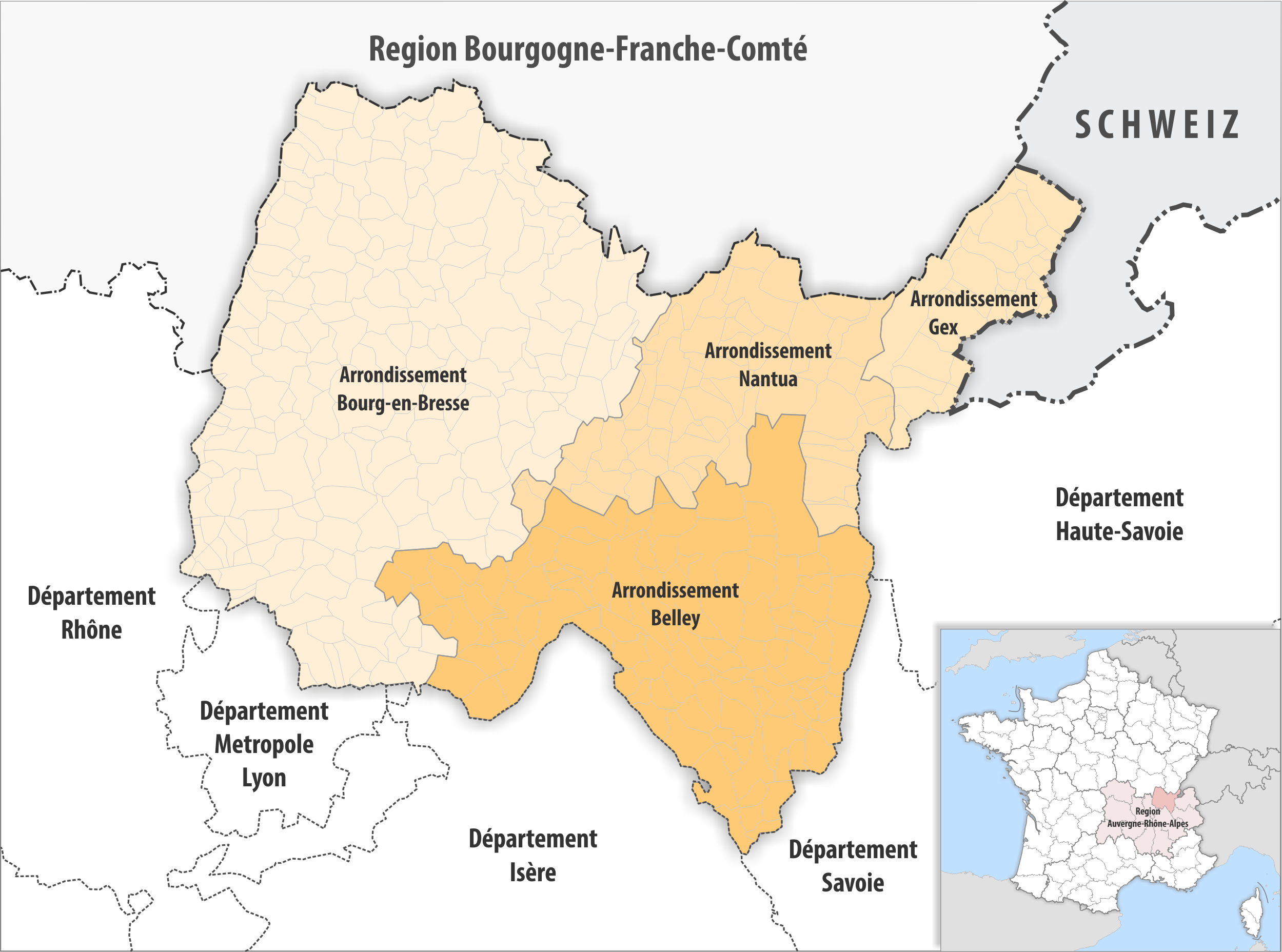
Arrondissements

La préfecture de l'Ain est localisée à Bourg-en-Bresse. Le département possède en outre deux sous-préfectures à Belley, Gex et Nantua. En 1926, l'arrondissement de Trévoux a été supprimé.
L'actuelle préfète de l'Ain est Chantal Mauchet. Celle-ci a été nommée à ce poste en mars 2023. Elle a auparavant été préfète de l'Ariège puis du Tarn-et-Garonne. Il s'agit de la troisième femme préfète dans l'histoire du département, après ses deux prédécesseures, Catherine Sarlandie de la Robertie et Cécile Bigot-Dekeyzer. Diplômée de l'ENA, la préfète Mauchet a notamment travaillé au cabinet du premier ministre de 2014 à 2018.

### Députés et circonscriptions législatives
Depuis le redécoupage de 2010, l'Ain possède cinq circonscriptions législatives, contre quatre auparavant. Les députés de l'Ain sous la cinquième république ont généralement été de droite. La septième législature, de 1981 à 1986, fait exception avec deux députés socialistes sur trois, seule occasion où les représentants de gauche ont été majoritaires. De 1988 à 2017, seuls des députés de droite ou de centre-droit se sont succédé, sauf le socialiste André Godin de 1997 à 2002 à Bourg-en-Bresse. En 2017, deux députés marcheurs sont élus. 

Circonscriptions et affiliations à l'issue des élections de 2024.

En 2022, la droite parlementaire est encore plus fragilisée. Xavier Breton est alors le seul député à en être issu et à s'en réclamer. Les divers droite Romain Daubié et Damien Abad font, eux, partie de la majorité présidentielle. Tout comme la députée Renaissance Olga Givernet. Le cinquième député est Jérôme Buisson, représentant du RN, premier député d'extrême droite dans l'histoire du département. 
| Circ. | Nom            |  | Parti | Groupe                               | Suppléant         |
| ----- | -------------- |  | ----- | ------------------------------------ | ----------------- |
| 1re   | Xavier Breton  |  | LR    | Droite républicaine                  | Jean-Yves Flochon |
| 2e    | Romain Daubié  |  | MoDem | Les Démocrates (app.)                | Claire André      |
| 3e    | Olga Givernet  |  | RE    | Ensemble pour la République          | Sophie Delorme    |
| 3e    | Sophie Delorme |  | RE    | Ensemble pour la République          | –                 |
| 3e    | Olga Givernet  |  | RE    | Ensemble pour la République          | Sophie Delorme    |
| 4e    | Jérôme Buisson |  | RN    | Rassemblement national               | Josselin Dumas    |
| 5e    | Marc Chavent   |  | UDR   | Union des droites pour la République | Géraldine Cendre  |

### Sénateurs
Au début de la cinquième république, l'Ain possède deux sénateurs plutôt orientés à gauche, Joseph Brayard et le radical Auguste Billiemaz. Ceux-ci laissent la place, en 1971 puis en 1980, à des sénateurs UDF qui se succèdent jusqu'en 2008. À cette date, l'Ain passe de deux à trois sénateurs et la gauche revient en force avec deux sénateurs socialistes, Rachel Mazuir, nouvellement président du conseil général, et Jacques Berthou, maire de Miribel. La troisième sénatrice élue alors est Sylvie Goy-Chavent, issue de l'UMP, première femme à être sénatrice de l'Ain. En 2014, Jacques Berthou laisse sa place à Patrick Chaize, maire UMP de Vonnas. Enfin, en 2020, le dernier siège socialiste est renouvelé, le sénateur Mazuir se retirant. Florence Blatrix-Contat, maire de Drom et conseillère régionale, prend sa place.
| Nom                     |  | Parti | Groupe                  | Autres mandats (passés ou actuels)                         |
| ----------------------- |  | ----- | ----------------------- | ---------------------------------------------------------- |
| Sylvie Goy-Chavent      |  | LR    | Groupe Les Républicains | Conseillère régionale d'Auvergne-Rhône-Alpes               |
| Patrick Chaize          |  | LR    | Groupe Les Républicains | Conseiller municipal de Vonnas                             |
| Florence Blatrix-Contat |  | PS    | Groupe socialiste       | Maire de Drom Conseillère régionale d'Auvergne-Rhône-Alpes |

### Conseillers départementaux

Cantons et affiliations à l'issue des élections de 2021.

Le conseil départemental de l'Ain est actuellement solidement ancré à droite. Régi par le radical de gauche Jean Saint-Cyr de 1949 à 1979, le conseil général passe ensuite à droite avec une succession de présidents UDF, RPR, avec en dernier lieu l'UMP Charles de La Verpillière, de 2004 à 2008. La gauche menée par le socialiste Rachel Mazuir s'installe ensuite à la gestion du département. En 2015, cependant, c'est une déroute pour la gauche. Alors qu'elle avait 26 élus sur 43, elle n'en compte plus que 4 contre 42 à la droite. 2021 ne change rien à cet équilibre, la gauche ne contrôle toujours plus que les cantons de Valserhône et de Vonnas. Après avoir été mené par Damien Abad de 2015 à 2017, le conseil est depuis dirigé par Jean Deguerry, conseiller de Nantua. 
| Canton                   | Conseiller Sortant        | Parti | Parti | Conseiller Élu            | Parti | Parti |
| ------------------------ | ------------------------- | ----- | ----- | ------------------------- | ----- | ----- |
| Ambérieu-en-Bugey        | Sandrine Castellano       |       | UDI   | Aurélie Petit             |       | DVD   |
| Ambérieu-en-Bugey        | Christophe Fortin         |       | LR    | Joël Brunet               |       | DVD   |
| Attignat                 | Clotilde Fournier         |       | DVD   | Clotilde Fournier         |       | DVD   |
| Attignat                 | Walter Martin             |       | LR    | Walter Martin             |       | LR    |
| Belley                   | Jean-Yves Hédon           |       | LR    | Jean-Yves Hédon           |       | LR    |
| Belley                   | Carène Tardy              |       | LR    | Aurélie Borel             |       | LR    |
| Bourg-en-Bresse-1        | Hélène Maréchal           |       | LR    | Hélène Maréchal           |       | LR    |
| Bourg-en-Bresse-1        | Bernard Perret            |       | DVD   | Alexis Morand             |       | LR    |
| Bourg-en-Bresse-2        | Hélène Cedileau           |       | DVD   | Hélène Cedileau           |       | DVD   |
| Bourg-en-Bresse-2        | Pierre Lurin              |       | LR    | Pierre Lurin              |       | LR    |
| Ceyzériat                | Jean-Yves Flochon         |       | LR    | Jean-Yves Flochon         |       | LR    |
| Ceyzériat                | Martine Tabouret          |       | DVD   | Martine Tabouret          |       | DVD   |
| Châtillon-sur-Chalaronne | Roland Bernigaud          |       | UDI   | Patricia Chmara           |       | DVD   |
| Châtillon-sur-Chalaronne | Muriel Luga-Giraud        |       | UDI   | Patrick Mathias           |       | LR    |
| Gex                      | Véronique Baude           |       | LR    | Véronique Baude           |       | LR    |
| Gex                      | Gérard Paoli              |       | UDI   | Gérard Paoli              |       | UDI   |
| Lagnieu                  | Charles de La Verpillière |       | LR    | Charles de La Verpillière |       | LR    |
| Lagnieu                  | Viviane Vaudray           |       | DVD   | Viviane Vaudray           |       | DVD   |
| Meximieux                | Romain Daubié             |       | LR    | Romain Daubié             |       | LR    |
| Meximieux                | Élisabeth Laroche         |       | LR    | Élisabeth Laroche         |       | LR    |
| Miribel                  | Jean-Pierre Gaitet        |       | LR    | Jean-Pierre Gaitet        |       | LR    |
| Miribel                  | Caroline Terrier          |       | LR    | Caroline Terrier          |       | LR    |
| Nantua                   | Jean Deguerry             |       | LR    | Jean Deguerry             |       | LR    |
| Nantua                   | Laurence Poncet           |       | LR    | Laurence Poncet           |       | LR    |
| Oyonnax                  | Liliane Maissiat          |       | LR    | Carmen Flore              |       | DVD   |
| Oyonnax                  | Michel Perraud            |       | UDI   | Michel Perraud            |       | UDI   |
| Plateau d'Hauteville     | Philippe Émin             |       | LR    | Philippe Émin             |       | LR    |
| Plateau d'Hauteville     | Annie Meuriau             |       | DVD   | Annie Meuriau             |       | DVD   |
| Pont-d'Ain               | Damien Abad               |       | LR    | Damien Abad               |       | LR    |
| Pont-d'Ain               | Marie-Christine Chapel    |       | DVD   | Marie-Christine Chapel    |       | DVD   |
| Replonges                | Guy Billoudet             |       | LR    | Guy Billoudet             |       | LR    |
| Replonges                | Valérie Guyon             |       | DVD   | Valérie Guyon             |       | DVD   |
| Saint-Étienne-du-Bois    | Alain Chapuis             |       | DVD   | Alain Chapuis             |       | DVD   |
| Saint-Étienne-du-Bois    | Catherine Journet         |       | DVD   | Catherine Journet         |       | DVD   |
| Saint-Genis-Pouilly      | Aurélie Charillon         |       | LR    | Aurélie Charillon         |       | LR    |
| Saint-Genis-Pouilly      | Daniel Raphoz             |       | UDI   | Pierre-Marie Phillips     |       | UDI   |
| Thoiry                   | Muriel Bénier             |       | LR    | Muriel Bénier             |       | LR    |
| Thoiry                   | Michel Brulhart           |       | LR    | Michel Brulhart           |       | LR    |
| Trévoux                  | Nathalie Barde            |       | UDI   | Nathalie Barde            |       | UDI   |
| Trévoux                  | Marc Pechoux              |       | LR    | Marc Pechoux              |       | LR    |
| Valserhône               | Myriam Bouvet-Multon      |       | LREM  | Anne-Laure Olliet         |       | DVG   |
| Valserhône               | Guy Larmanjat             |       | DVG   | Guy Larmanjat             |       | DVG   |
| Villars-les-Dombes       | Henri Cormorèche          |       | UDI   | Henri Cormorèche          |       | UDI   |
| Villars-les-Dombes       | Brigitte Coulon           |       | LR    | Alexandrine Butillon      |       | UDI   |
| Vonnas                   | Christophe Greffet        |       | PS    | Christophe Greffet        |       | PS    |
| Vonnas                   | Mireille Louis            |       | PS    | Mireille Louis            |       | PS    |

### Conseillers régionaux
Lors des derniers renouvellements des élections régionales, l'Ain a voté en suivant la tendance régionale systématiquement. Lors de la dernière élection régionale de la région Rhône-Alpes, en 2010, le département vote ainsi à gauche, à plus de 47 % des voix contre 36 pour la droite et presque 17 pour le FN. En 2015, après le redécoupage des régions, l'Ain est intégré à la région Auvergne-Rhône-Alpes. Lors de la première élection, c'est la droite menée par Laurent Wauquiez qui est victorieuse et c'est également le cas dans la circonscription de l'Ain (près de 40 % pour la droite, 32 pour la gauche et 28 pour le FN). Six ans, la droite accroît ses scores. La liste Wauquiez, menée dans l'Ain par l'ancienne députée Stéphanie Pernod, dépasse 55 % des voix dans le département. Les listes de gauche fusionnées, avec à sa tête l'écologiste Maxime Meyer dans l'Ain, obtiennent 30 % des voix. Le RN, mené par Jérôme Buisson, conseiller municipal burgien, régresse à 14,5 %. 
Parmi les élus actuels, entre autres, on retrouve à droite, Stéphanie Pernod, première vice-présidente de la région et ancienne députée LR, la sénatrice Sylvie Goy-Chavent et le député Xavier Breton. Pour la gauche, le maire socialiste de Bourg-en-Bresse, Jean-François Debat. Pour le RN, le député Jérôme Buisson. 
Présidence : Laurent Wauquiez (Haute-Loire)
|            | Parti | Siège |
| ---------- | ----- | ----- |
| Majorité   |       |       |
|            | LR    | 6     |
|            | DVD   | 2     |
|            | VIA   | 1     |
| Opposition |       |       |
|            | RN    | 2     |
|            | EELV  | 1     |
|            | ÉCO   | 1     |
|            | PS    | 1     |
|            | UDI   | 1     |

### Maires
En ce qui concerne les mairies des communes de plus de 3 000 habitants dans l'Ain, la droite est majoritaire de manière écrasante. 40 maires sont classés à droite contre 5 à gauche. Une douzaine de ces mairies ont été perdues par la gauche au fil des élections de 2014, surtout, et 2020. Au premier rang desquelles, on peut citer Ambérieu-en-Bugey en 2014 et Miribel en 2020. 

Carte des 392 communes de l'Ain au 1er janvier 2022.

La gauche, les socialistes en tête, est cependant bien implantée dans le chef-lieu, Bourg-en-Bresse. De 1944 à 2020, la mairie a été tenue 24 ans par la droite contre 52 ans par la SFIO puis le PS. Depuis 2008, le fauteuil du maire est occupé par Jean-François Debat qui l'a repris à la droite. En 2020, sa liste l'emporte dès le premier tour avec près de 61 % des voix contre 20 % à sa plus proche concurrente, la liste LR conduite par Aurane Reihanian, président national des Jeunes Républicains. 
La deuxième ville du département, Oyonnax, est tenue d'une main de fer par la droite. Reprise aux communistes en 1983, la mairie est passée entre plusieurs mains depuis. Notamment Lucien Guichon, député RPR, maire de 1983 à 2001. Michel Perraud est maire de la ville depuis 2008. Issu du centre-droit, sa liste l'a emportée en 2020 dès le premier tour avec 52 % des voix, notamment face à une liste LR qui a emporté 37 %. 
| Commune         | Maire               |  | Parti | Élection | Population |
| --------------- | ------------------- |  | ----- | -------- | ---------- |
| Bourg-en-Bresse | Jean-François Debat |  | PS    | 2008     | 41 527     |
| Oyonnax         | Michel Perraud      |  | UDI   | 2008     | 22 427     |